# Hagen Liebing
Hagen Liebing, född 18 februari 1961 i Berlin, död 25 september 2016 i Berlin, var en tysk musiker och ledande musikredaktör på tidskriften Tip Berlin. Han var även pressansvarig för fotbollsföreningen Tennis Borussia Berlin.
1986-1989 var han basist i det tyska punkbandet Die Ärzte och fick då artistnamnet "The Incredible Hagen".